# Trường tôi
Trường tôi là một bộ phim tâm lý dành cho lứa tuổi mới lớn của đạo diễn Lê Dân, ra mắt năm 1973.

## Nội dung
Câu chuyện xảy ra trong một trường trung học nội trú quy tụ nhiều học sinh nam nữ. Đời sống tập thể của học sinh, các sinh hoạt nhà trường, những chuyện vui buồn hàng ngày, mối quan hệ giữa thầy trò, tình bạn học là những điểm chính của phim.
Trong không khí hồn nhiên náo nhiệt của nhà trường, có đôi trẻ cô đơn trầm lặng thông cảm nhau, hiểu nhau trong một mối tình ngây thơ và cảm động.
Đây là một thế giới học trò tươi mát, khiến người xem thấy thích thú muốn sống lại thời kỳ cắp sách đến trường.

## Diễn viên
- Tuyết Lan... Lan
- Quốc Dũng... Dũng
- Xuân Dung
- Kiều Hạnh... Hiệu trưởng
- Khả Năng
- Tùng Lâm
- Thanh Việt
- Thanh Hoài
- Xuân Phát
- Băng Châu[1]... Cô giáo
- Thanh Lan
- Tony Hiếu
- Bạch Lan Thanh
- Bé Bự

## Ê-kíp
- Hóa trang: Trần Thị Hường

## Hậu trường

### Sự kiện thú vị
- Năm 1974, diễn viên Tuyết Lan mới 17 tuổi, cô là em ruột của ca sĩ Bạch Lan Hương.[cần dẫn nguồn] Theo những nghệ sĩ và chuyên viên đã được xem cô diễn xuất lúc quay Trường tôi, Tuyết Lan rất có thể trở thành Kiều Chinh thứ hai của Lê Dân, đầy triển vọng.[cần dẫn nguồn]
- Phim quay 2 tháng với hậu trường là Cô nhi viện Thủ Đức.

### Nhạc phim
- Nằm vắt tay lên trán - nhạc Nguyễn Quyết Thắng
- Tuổi biết buồn - nhạc Phạm Duy
- Tuổi mộng mơ - nhạc Phạm Duy
- Ông Trăng xuống chơi - nhạc Phạm Duy

## Vinh danh
- Phim hay nhất, đạo diễn xuất sắc nhất, phim có ý nghĩa giáo dục xã hội - Giải thưởng Văn học nghệ thuật Sài Gòn (1974)[1]